# 若杉公徳
若杉 公徳（、1975年 - ）は、日本の漫画家。大分県大野郡犬飼町（現豊後大野市）出身。男性。宮崎日大高校出身。日本文理大学卒業。

## 経歴
少年時代からマンガを描いており、大学時代から本格的に漫画家を目指すようになる。
1998年、『週刊ヤングマガジン』（講談社）の月間漫画賞で奨励賞を受賞し、同年に『ヤングマガジン増刊赤BUTA』（講談社）にて『僕の右手を知りませんか？」を掲載してデビュー。上京して山本康人のアシスタントを5年間ほど経験した後、『ヤングマガジンアッパーズ』（講談社）において『アマレスけんちゃん』で連載デビューを果たす。その後、『ヤングアニマル』（白泉社）においてデスメタルを扱ったギャグ漫画『デトロイト・メタル・シティ』を発表。過激な台詞や80年代コミックのパロディを取り入れた独自のセンスがネットを中心に話題となる。

## 作品リスト

### 漫画作品
- 『アマレスけんちゃん』講談社〈ヤンマガKCDX〉全1巻（『ヤングマガジンアッパーズ』2004年2号 - 19号）
- 『デトロイト・メタル・シティ』白泉社〈ヤングアニマルコミックス〉全10巻（『ヤングアニマル』2005年No.9 - 2010年No.9）
- いつも読んでくれてありがとう（『別冊ヤングマガジン』2007年、全3話）
- 『みんな!エスパーだよ!』講談社〈ヤンマガKC〉全8巻（『週刊ヤングマガジン』2009年33号 - 2015年37・38合併号） - 連載初期のタイトルは『プラネットウェイヴズ』[3][4]。
- 『KAPPEI』白泉社〈ジェッツコミックス〉全6巻（『ヤングアニマル』2011年11号 - 2014年17号）
- 『世界はボクのもの』小学館〈ビッグコミックス〉全4巻（『ビッグコミックスピリッツ』2015年 - 2016年）
- 『ライミングマン』白泉社〈ヤングアニマルコミックス〉全4巻（『ヤングアニマル』2017年10号 - 2018年24号）
- 『明日のエサ キミだから』講談社〈ヤングマガジンコミックス〉全10巻（『月刊ヤングマガジン』→『ヤンマガWeb』[5]2018年 - 2023年）
- 『ドランクキョンシーズ』白泉社〈ヤングアニマルコミックス〉全3巻（『ヤングアニマル』2021年No.20 - 2023年No.4）
- 『アキナちゃん神がかる』小学館〈ゲッサン少年サンデーコミックス〉既刊3巻（『ゲッサン』2023年9月号[6] - 連載中）

### その他
- 三国志大戦3（トレーディングカードアーケードゲーム、2007年）カードイラスト
- SR サイタマノラッパー（小説、2010年）表紙イラスト

## 師匠
- 山本康人[2]